# Problema ortogonal de Procrustes
O Problema de Procrustes Ortogonal é um problema de aproximação de matriz em Álgebra linear. Em sua forma clássica é dada por duas matrizes {\displaystyle A} e {\displaystyle B} e pede-se para encontrar uma matriz ortogonal {\displaystyle R} que mais se aproxima de {\displaystyle A} x {\displaystyle B}. Especificamente,
{\displaystyle R=\arg \min _{\Omega }\|A\Omega -B\|_{F}\quad \mathrm {subject\ to} \quad \Omega ^{T}\Omega =I,}
Onde {\displaystyle \|\cdot \|_{F}} denota a  Norma Frobenius.
O nome  Procrustes  refere-se a um bandido da mitologia grega que vivia na serra de Elêusis. Em sua casa, ele tinha uma cama de ferro, que tinha seu exato tamanho, para a qual convidava todos os viajantes a se deitarem. Se os hóspedes fossem demasiados altos, ele amputava o excesso de comprimento para ajustá-los à cama, e os que tinham pequena estatura eram esticados até atingirem o comprimento suficiente. Uma vítima nunca se ajustava exatamente ao tamanho da cama porque Procrustes, secretamente, tinha duas camas de tamanhos diferentes.

## Solução
Este problema foi originalmente resolvido por Peter Schonemann em uma tese de 1964.
A solução individual foi posteriormente publicada em 1998.
Este problema é equivalente a encontrar a matriz ortogonal mais próxima dada pela matriz {\displaystyle M=A^{T}B}. Para encontrar essa matriz ortogonal {\displaystyle R} utiliza-se a Decomposição em valores singulares
{\displaystyle M=U\Sigma V^{*}\,\!}
que leva a
{\displaystyle R=UV^{*}.\,\!}

## Generalização/Restrição do Problema
Existe uma série de problemas relacionados ao clássico Problema de Procustes Ortogonal. Pode-se generalizar procurando a matriz mais próxima em que as colunas são  ortogonais, mas não necessariamente  ortonormais.
Alternativamente, pode-se restringi-lo, permitindo apenas que  matrizes de rotação (ou seja, matrizes ortogonais com Determinante igual a 1, também conhecido como  matrizes ortogonais especiais). Neste caso, pode-se escrever (utilizando a decomposição acima {\displaystyle M=U\Sigma V^{*}}).
{\displaystyle R=U\Sigma 'V^{*},\,\!}
Onde {\displaystyle \Sigma '\,\!} é modificado por {\displaystyle \Sigma \,\!}, com o menor valor singular substituído por {\displaystyle \operatorname {sign} (\det(UV^{*}))} (+1 or -1)
e os outros valores singulares substituído por 1, de modo que o determinante de R tem a garantia de ser positivo. Para mais informações, consulte o Kabsch algorithm.